# Canción ilustrada
Una canción ilustrada es un tipo  de representación que constituyó una forma popular de diversión a principios del siglo XX en Estados Unidos.

Muchas diapositivas de linterna mágica presentaron efectos de, como este par de "The Little Old Log Cabin in the Lane"

En estas representaciones intérpretes vivos (normalmente un pianista y un vocalista) junto con registros de música participaban en diferentes tipos de espectáculo (vodevil primero y más tarde, nickelodeons) para acompañar las imágenes estáticas proyectadas desde diapositivas de cristal. Esto permitía que las imágenes fueran pintadas en color a mano. Una sola canción era generalmente acompañada por 12 a 16 imágenes diferentes que ilustraban la letra de la misma de forma secuencial.  Las cabinas de proyección utilizaban cualquier Estereopticón con dos proyectores o máquinas que combinaban la proyección tanto de las diapositivas como de las películas.
La interpretación de canciones ilustradas era a menudo precedida por películas mudas y/o tenían lugar durante cambios de rollo de película, pero algunos locales confiaban en las canciones ilustradas en exclusiva.  Al menos diez mil teatros pequeños a lo largo del país presentaron  canciones ilustradas. Este tipo de representaciones también fueron vistas como una valiosa herramienta promocional para las partituras. Se animaba a la audiencia para que participara en el espectáculo y la repetición de las representaciones también animaba la venta de partituras.

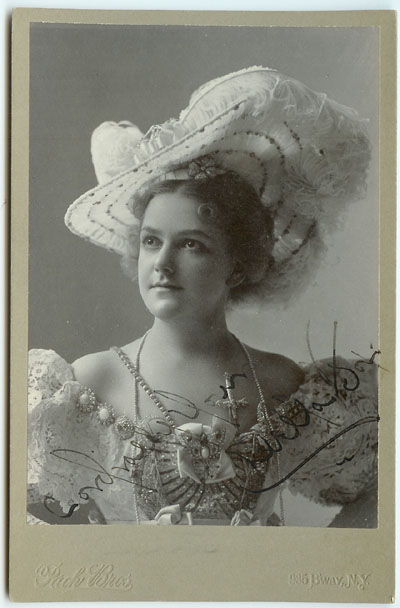
Della Fox era uno de los muchos intérpretes cuyo canto y/o interpretación formaba parte de canciones ilustradas.

Varias estrellas de cine empezaron sus carreras como modelos para ilustrar letras a través de series de diapositivas de canciones.  Entre ellas se encontraban Roscoe Arbuckle, Fanny Brice, Eddie Cantor, George Jessel, Alice Joyce, Florence Lawrence, y Norma Talmadge.
La primera canción ilustrada fue "The Little Lost Child" en 1894. La canción llegó a ser un éxito a nivel nacional vendiendo más de dos millones de copias de su partitura. Su éxito se debió principalmente a las representaciones de canciones ilustradas que han llegado a ser denominadas el primer vídeo musical.